# Pociągi ekspresowe w Polsce

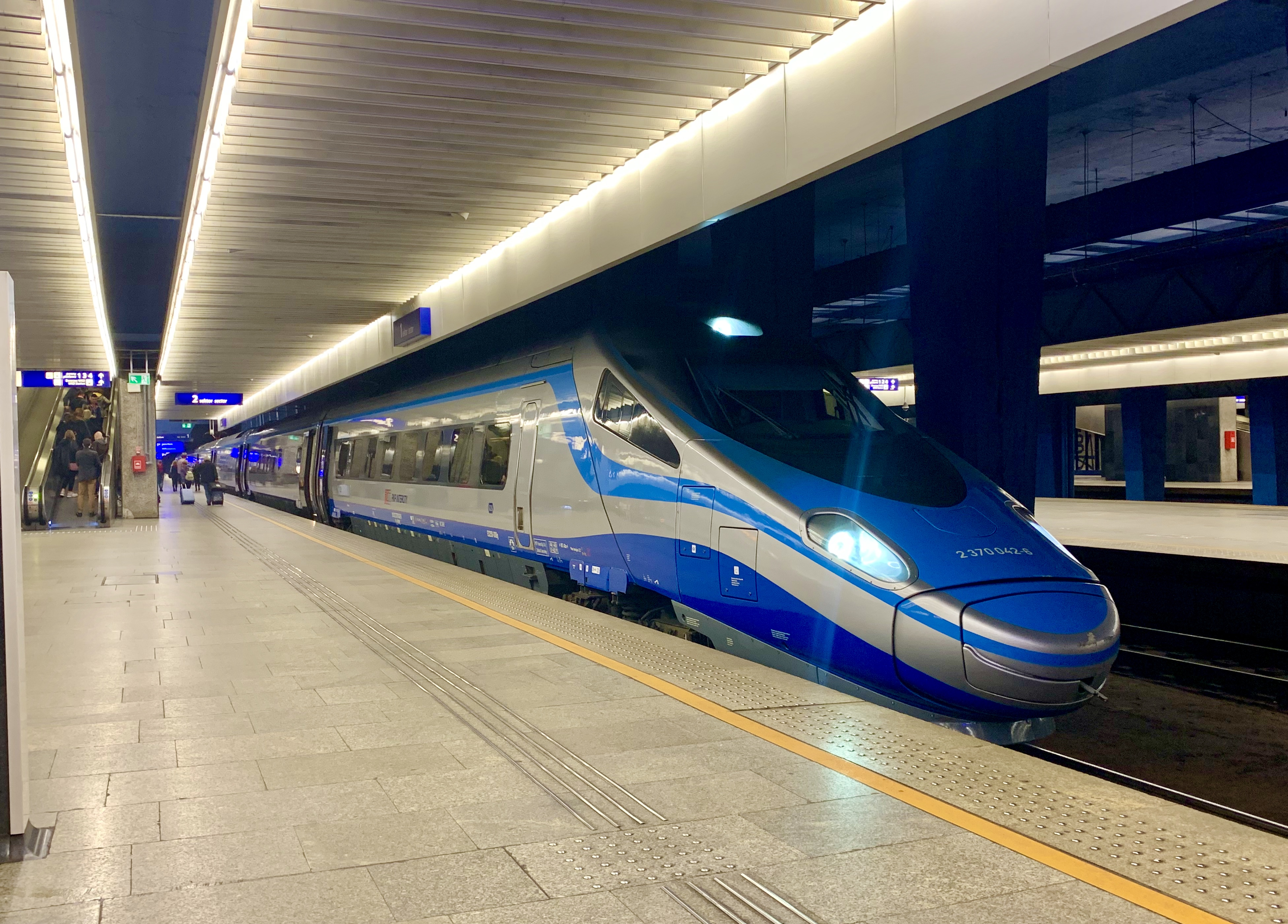
Express Intercity Premium na stacji Warszawa Centralna

Pociągi ekspresowe w Polsce są obecne od 1926 roku. Pierwszym połączeniem kursującym przez ziemie II Rzeczypospolitej, określanym mianem ekspresu, był Nord Express łączący Paryż z Warszawą. W latach 1934–1939 jako motorowe pociągi ekspresowe nazwano sieć szybkich połączeń międzymiastowych obsługiwanych wagonami spalinowymi. Połączenia te, choć szybsze od pociągów złożonych z klasycznego składu wagonowego, nie do końca spełniają definicję ekspresu podawaną przez późniejszą literaturę branżową (przykładowo: na trasie z Warszawy do Łodzi nie były to pociągi dalekobieżne; pociągi motorowe nie posiadały części gastronomicznej) .
W latach 1947–2009 Polskie Koleje Państwowe prowadziły kategorię pociąg ekspresowy, oznaczaną początkowo w rozkładach jazdy literą E, następnie skrótem Ex.
Podczas restrukturyzacji PKP zajmujący się obsługą ekspresów od 1988 roku Zakład Przewozów Kwalifikowanych PKP w Warszawie został wraz z pociągami wyodrębniony do nowej spółki: PKP Intercity. Od 15 grudnia 2002 r. obok dziennych pociągów ekspresowych (Ex) spółka uruchamiała odrębną kategorię pociągów, Nocny Express (NEx), skupiającą m.in. dawne pociągi hotelowe (np.: istniejący od września 1993 r. pociąg Tetmajer). Nocne Expressy przekwalifikowano 4 kwietnia 2005 na nocne pociągi TLK.
W 2017 roku w Polsce pociągi ekspresowe są uruchamiane przez PKP Intercity. Państwo objęło pociągi ekspresowe systemem ulg przejazdowych w publicznym transporcie zbiorowym – w mniejszym zakresie (mniej uprawnionych grup i niekiedy niższe wymiary ulg) w porównaniu do pociągów osobowych i pospiesznych. Pociągi ekspresowe posiadają najwyższy priorytet przydziału przepustowości torów podczas konstrukcji rozkładu jazdy pociągów w PKP Polskie Linie Kolejowe.

## Przed II wojną światową

### Nord Express
(podstawowa i uzupełniające-łącznikowe)
     zmiany trasy w latach 30. XX w.
     skomunikowania z Londynem, Moskwą i Koleją Transsyberyjską

Nord Express w okresie międzywojennym
(podstawowa i uzupełniające-łącznikowe)
zmiany trasy w latach 30. XX w.
skomunikowania z Londynem, Moskwą i Koleją Transsyberyjską

Od 1926 roku kursowanie przez terytorium niepodległej Polski rozpoczął reaktywowany po 12 latach przerwy pociąg luksusowy Nord Express, potocznie nazywany lux. Pociąg obsługiwał relację Paryż / Calais / Ostenda – Berlin – Warszawa. W Polsce posiadał pierwszeństwo przy trasowaniu i już w 1931 roku osiągał najwyższe prędkości na sieci kolejowej. Na odcinku francuskim i niemieckim pociągi luksusowe były obliczone bardziej na komfort niż szybkość podróżowania i ustępowały prędkością np. niemieckim pociągom ekspresowym (FD).
Nord Express w 1935 roku jako pierwszy pociąg trakcji parowej na sieci PKP przekroczył średnią prędkość 90 kilometrów na godzinę. Rok później trasa pociągu została przedłużona do Stołpców, gdzie następowała przesiadka na pociąg kolei radzieckich. W 1939 roku Nord Express osiągał największą prędkość handlową spośród wszystkich pociągów obsługiwanych trakcją parową na obszarze Polski. W drodze od stacji granicznej w Zbąszyniu do Warszawy Głównej pociąg pokonywał dystans 379 kilometrów w 4 godziny 45 minut, co dawało prędkość handlową 79,8 kilometrów na godzinę.
Od 4 września 1939 Nord Express na odcinku Kutno – Zbąszyń prowadził parowóz Pm36-1.

### Motorowe pociągi ekspresowe
Ożywienie gospodarcze Polski w okresie międzywojennym skutkowało szybkim wzrostem przewozów pasażerskich. Polskie Koleje Państwowe rozwijały połączenia pospieszne (głównie za sprawą nowych parowozów pospiesznych Pt31), a od 1934 roku rozwijały kategorię „motorowych pociągów ekspresowych” oznaczonych w rozkładach jazdy symbolem MtE.
Pierwszy międzymiastowy pociąg ekspresowy w Polsce uruchomiono 17 listopada 1934 roku, gdy jeden spalinowy wagon motorowy rozpoczął kursowanie na linii Warszawa – Łódź.
Jesienią 1935 roku w rozkładzie jazdy widniały następujące pociągi ekspresowe:
- 3 pary w relacji Warszawa – Łódź[15],
- 1 para w relacji Warszawa – Katowice[15],
- 2 pary w relacji Kraków – Katowice[15],
- 1 para w relacji Kraków – Zakopane[15].

Pociągi motorowe z Warszawy obsługiwały wagony spalinowe konstrukcji krajowej (z fabryki HCP i Lilpop). Wagony obsługujące połączenia z Krakowa były produkowane w austriackiej fabryce Daimler oraz chrzanowskim Fabloku (wagony Luxtorpeda).
Następnie, w 1936 roku, motorowe pociągi ekspresowe wprowadzono na trasie Warszawa – Kielce.
Od roku 1936 tworzono sieć połączeń ekspresowych zbiegających się we Lwowie. W latach 1936–1939 uruchamiano połączenia w relacjach:
- Lwów – Tarnopol[2],
- Lwów – Borysław (– Czortków – Zaleszczyki)[2],
- Lwów – Stanisławów – Kołomyja[2].

W bazie lwowskiej stacjonowały inne niż w Warszawie wagony HCP, wyróżniające się rodzajem zastosowanej przekładni (hydrauliczne Voith zamiast dotychczasowych mechanicznych Mylius).
Od 1937 roku ekspresy motorowe kursowały na trasie Warszawa – Kraków.
W roku 1938 pociągi MtE zaczęły kursować z nienotowaną dotąd na PKP prędkością 100 kilometrów na godzinę.
Po wprowadzeniu w 1939 roku sterowania wielokrotnego w wagonach silnikowych HCP, pociągi kursowały w nowej relacji Warszawa – Kielce / Katowice, a ich rozłączanie odbywało się na stacji Tunel.
Kolejnym węzłem motorowych pociągów ekspresowych stało się Skarżysko-Kamienna. Wraz z wejściem w życie letniego rozkładu jazdy 1939 roku uruchomiono pociągi w relacjach:
- Skarżysko-Kamienna – Przeworsk[2],
- Skarżysko-Kamienna – Rozwadów[2].

Wówczas rozpoczęły również kursowanie nowe ekspresy motorowe z Warszawy:
- Warszawa – Suwałki przez Białystok i Augustów[2],
- Warszawa – Poznań[2].

Kursowanie ekspresów motorowych przerwał wybuch II wojny światowej.
Pod koniec lat 30. XX wieku ekspresy motorowe były najszybszymi pociągami na polskiej sieci kolejowej, osiągającymi miejscami prędkość do 120 kilometrów na godzinę.

## Pociągi ekspresowe po II wojnie światowej

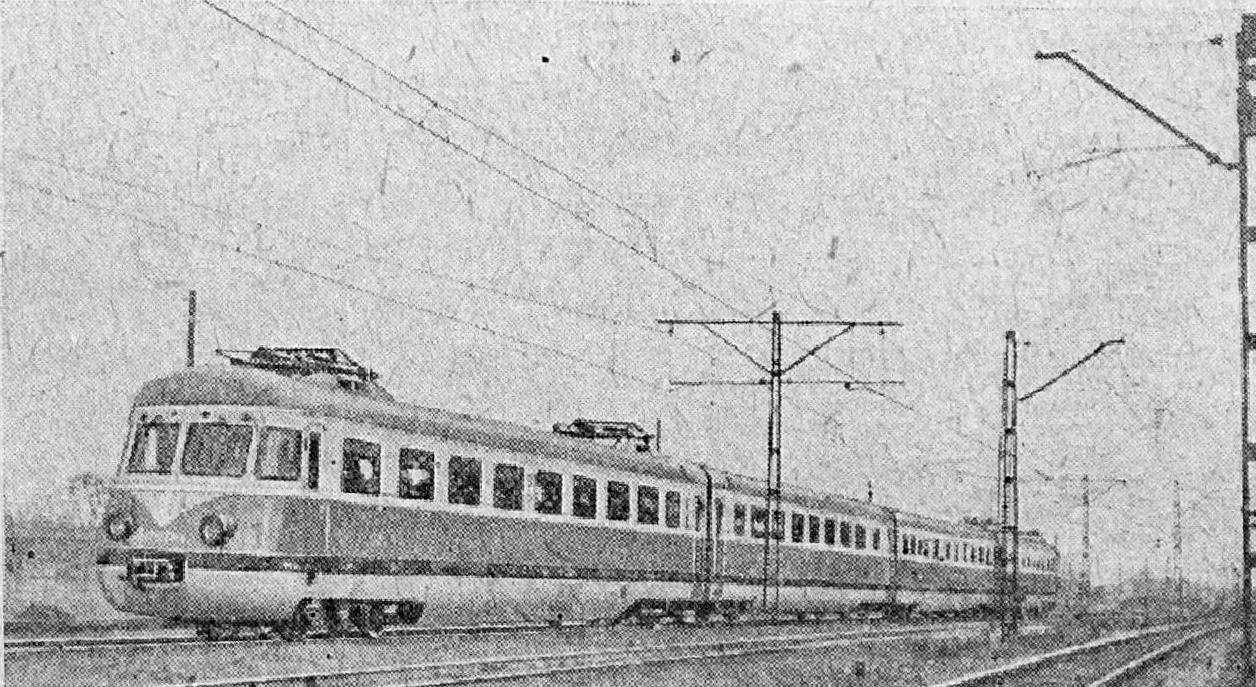
Elektryczny zespół trakcyjny serii ED70 wykorzystywany na trasie Warszawa – Gliwice w latach 50. XX w.

### Po roku 1945
Zmiana granic państwowych i zniszczenia, jakich doznała Polska podczas wojny, sprawiły, że szybkie połączenia pasażerskie uruchomiono dopiero po kilku latach przerwy. W rozkładzie jazdy na rok 1947 przewidziano powrót pociągów motorowych na trasę Warszawa – Łódź, prawdopodobnie w oparciu o pozostałą po wojnie w Polsce jednostkę spalinową Leipzig (oddaną później kolejom wschodnioniemieckim). Rok później założono na tej trasie kursowanie wyłącznie pociągów trakcji parowej.
Do roku 1951 w oparciu o lokomotywy parowe Pt47 rozwijano połączenia pospieszne. Jedynie krótkotrwale, w 1952 r., jeden z trzech zakupionych w 1949 roku ekspresowych wagonów motorowych późniejszej serii SD80 obsługiwał pociągi Warszawa – Gliwice.
Po latach przerwy, mimo orientacji kolei na priorytet przewozów towarowych, uruchomiono motorowy pociąg ekspresowy Warszawa – Gdynia obsługiwany przez SD80. Był to pierwszy regularnie kursujący powojenny ekspres na polskich kolejach. Jednocześnie był to pierwszy pociąg w powojennej historii PKP, na który można było nabyć miejscówkę.
Wraz z zakończeniem elektryfikacji Kolei Warszawsko-Wiedeńskiej, łączącej Warszawę ze Śląskiem, uruchomiono kolejny ekspres motorowy w relacji Warszawa – Gliwice obsługiwany elektrycznym zespołem trakcyjnym późniejszej serii ED70. Połączenie kilka lat później otrzymało nazwę Górnik.
Górnik osiągał prędkość maksymalną rzędu 100 kilometrów na godzinę.
W 1959 roku uruchomiono dwa pociągi ekspresowe:
- międzynarodowy pociąg ekspresowy Berolina Berlin – Brześć,
- pociąg ekspresowy Warszawa – Poznań / Bydgoszcz, rozdzielany na dwa kierunki w Kutnie.

Berolinę obsługiwały przedwojenne spalinowe zespoły trakcyjne typu Köln, natomiast pociąg do Poznania i Bydgoszczy wagony SD80 zabrane z połączenia do Gdyni. Ekspresy te osiągały prędkość maksymalną 115 kilometrów na godzinę.
Zamiast ekspresu motorowego Warszawę i Gdynię łączył w latach 1959–1960 bardziej pojemny pociąg klasyczny Strzała Bałtyku złożony z parowozu Ol49 zmienianego w Iławie na Pm2. W zimowym rozkładzie jazdy 1959/1960 przywrócono obsługę połączenia wagonami SD80.

### Po roku 1960
Od roku 1961 obsługę ekspresów motorowych przejmowały pociągi prowadzone kupowanymi wówczas węgierskimi wagonami motorowymi SN61, kierowanymi do obsługi wszystkich kategorii pociągów. Najpierw, w 1961 r., pociągi SN61 przejęły połączenia ze stolicy do Gdyni, a rok później obsługę pociągów Berolina.
Jednocześnie, w latach 1961–1962, na sieci kolejowej Polski uruchomiono sieć szybkich połączeń ekspresowych.
Uruchomiono następujące połączenia z Warszawy do głównych miast kraju:
- Warszawa – Gliwice (2 pary: Górnik, Hutnik)[21],
- Warszawa – Gdynia (2 pary: Kaszub, Neptun)[21],
  - Warszawa – Olsztyn (grupa wagonów w pociągu Neptun)[21],
- Warszawa – Kraków przez Kielce (1 para: Krakus)[21],
- Warszawa – Lublin (1 para: Bystrzyca)[21],
- Warszawa – Wrocław (1 para: Odra)[21],
- Warszawa – Poznań (1 para: Lech)[21],
- Warszawa – Bydgoszcz (1 para: Kujawiak)[21]

oraz pojedyncze pociągi łączące niektóre miasta między sobą:
- Gdańsk – Szczecin (Gryf)[21],
- Gdańsk – Ciechocinek (Pomorzanin)[21],
- Gdynia – Poznań (Bałtyk)[21],
- Kraków – Wrocław (Ślązak)[21],
- Poznań – Katowice (Wielkopolanin)[21].

W sezonie letnim dodatkowo kursowały ekspresy:
- Warszawa – Giżycko / Mikołajki / Ruciane-Nida (Mazur)[21],
- Warszawa – Świnoujście (Błękitna Fala)[21].

Od 1962 roku pociąg Berolina znalazł się poza siecią ekspresów.
Obsługa trakcyjna ekspresów stała się zróżnicowana. Wagony SD80 skierowano z Warszawy do Poznania. W latach 1964–1968 do połączenia stolicy Mazowsza i Wielkopolski (ekspres Lech) przeznaczono ED70 zdjęty z połączenia do Gliwic. Wraz ze zwiększaniem długości linii zelektryfikowanych wprowadzano pociągi wagonowe prowadzone nowymi lokomotywami EP05. Miejscami, jak na połączeniu Odra do Wrocławia, przejściowo prowadzono ruch zarówno elektrowozami, jak i trakcją parową (na odcinku jeszcze niezelektryfikowanym).
W drugiej połowie lat 60. sieć połączeń ekspresowych została zmniejszona poprzez zastępowanie ekspresów pociągami pospiesznymi; zdegradowano przede wszystkim ekspresy łączące miasta wojewódzkie z pominięciem Warszawy. Działo się tak, mimo elektryfikacji linii, ze względu na pogarszający się stan techniczny torowisk. Niektóre ekspresy połączono: Lech i Kujawiak w latach 1968–1970 jeździły połączone między Warszawą a Kutnem, natomiast Górnik prowadził grupę wagonów do Opola.

### Po roku 1970
Kluczowym dla rozwoju polskiej sieci ekspresów było rozporządzenie Ministra Komunikacji z 7 sierpnia 1970 w sprawie budowy linii kolejowej nr 4 z Grodziska Mazowieckiego do Zawiercia, zaprojektowanej do prędkości 250 km/h, oraz odpowiednich typów elektrowozów przeznaczonych na nową linię. Budowa magistrali trwała od 1971 do 1980 roku, a uruchomienie pociągów pasażerskich poprzedziły długotrwałe testy.
Lata 70. XX wieku odznaczyły się szerszym niż dotąd stosowaniem na PKP toru bezstykowego oraz bardziej wytrzymałych szyn S60. Dzięki temu można było podnosić prędkości maksymalne, najpierw do 120 (1971 rok), a następnie do 130 kilometrów na godzinę (1973 rok).
Kolejnym okresem wzrostu połączeń ekspresowych był rok 1975. Pociąg Berolina kursował wówczas jako Interekspres (prototyp kategorii pociągów mającej stać się alternatywą TEE w krajach RWPG). Trasę pociągu Odra przeniesiono na linie wiodące przez Łódź i Ostrów Wielkopolski, a do obsługi przeznaczono nowy skład pociągu wyposażony w klimatyzację. Do Zakopanego i Krynicy kursowały wagony ekspresu Tatry z Warszawy.
Do obsługi pociągów ekspresowych, między innymi Neptuna, w latach 70. XX wieku zaczęto wykorzystywać spalinowozy serii SU46, a sporadycznie również SP47.

### Po roku 1980
Oddanie do użytku Centralnej Magistrali Kolejowej w 1984 roku umożliwiło uruchomienie dwóch pierwszych ekspresów kursujących z prędkością 140 kilometrów na godzinę. Początkowo były to tylko dwie pary ekspresów:
- Warszawa – Kraków (Krakus)[24],
- Warszawa – Katowice (Górnik)[24].

Pociągi Krakus i Górnik obsługiwano lokomotywami EP08 w trakcji podwójnej prowadzącymi po 14 wagonów.
Sukcesywnie utworzono grupę tzw. superekspresów, do której dołączono pociągi relacji:
- Warszawa – Kraków / Zakopane (Tatry)[24],
- Warszawa – Gliwice (Chemik)[24],
- Warszawa – Bielsko-Biała (Gwarek)[24],
- Warszawa – Kraków (Krakus)[24].

29 maja 1988 roku podniesiono na Centralnej Magistrali Kolejowej prędkość maksymalną pociągów do 160 kilometrów na godzinę. Obsługę ekspresu Krakus rozpoczęto wówczas pierwszą lokomotywą nowej serii EP09, zastępując dotychczas stosowane w trakcji podwójnej EP05.
Od 1988 roku podnoszono również prędkość na ważnym szlaku ekspresowym Warszawa – Poznań, ustanawiając na pierwszym odcinku Spławie – Swarzędz prędkość maksymalną 140 kilometrów na godzinę.

### Po roku 1990
W 1992 roku Polskie Koleje Państwowe wprowadziły w miejsce części ekspresów pociągi nowych kategorii, rozpowszechnione wcześniej w Europie Zachodniej: InterCity (IC) i EuroCity (EC). Pierwsze pociągi IC kursowały w relacjach łączących Warszawę z Krakowem (Krakus, Kościuszko, Sawa), Gliwicami (Górnik) i Poznaniem (Lech).
Rozwinięto połączenia ekspresowe do Wrocławia, a w rozkładzie jazdy 1992/1993 skrócono czas przejazdu ekspresu Odra. Uruchomiono nowy ekspres Opolanin do Warszawy, alternatywną trasą przez Opole i Częstochowę Stradom. Wprowadzono także pociągi ekspresowe z Wrocławia do Gdańska.
Kolejne elektrowozy EP09, stosowane przy prowadzeniu m.in. pociągów ekspresowych, Polskie Koleje Państwowe nabywały w latach 1990–1998, do zakończenia ich produkcji przez Pafawag w momencie przejęcia przez koncern Adtranz. Na PKP trafiło 47 z planowanych 200 egzemplarzy EP09.

### Po roku 2000

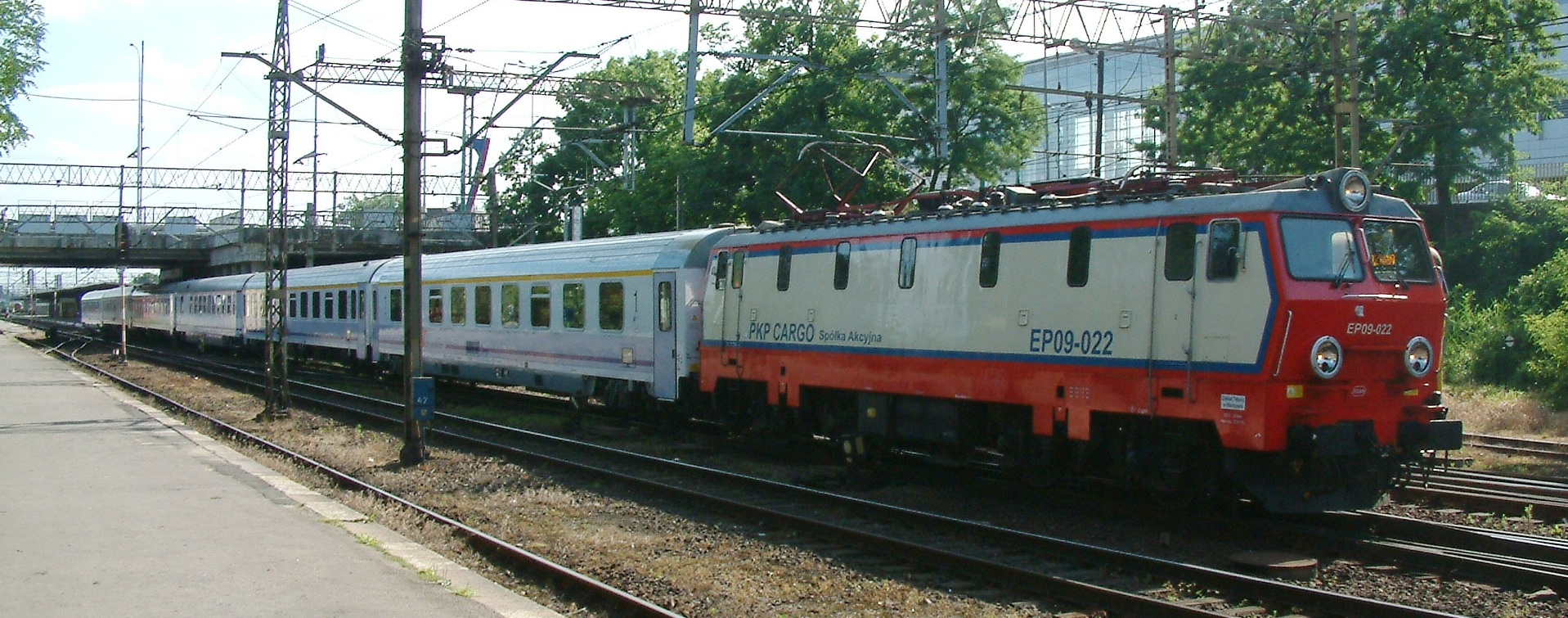
Pociąg ekspresowy w Poznaniu (2007)

Postępująca od końca lat 90. dekapitalizacja infrastruktury torowej spowodowała znaczne wydłużenie czasów przejazdu na dotychczasowej sieci połączeń ekspresowych. Część pociągów ekspresowych została przekwalifikowana na tańsze i wolniejsze pociągi pospieszne, mające większą liczbę postojów. Przykładowo, wprowadzając rozkład jazdy 2003/2004 w połowie grudnia 2003 roku, spółka PKP Intercity zrezygnowała z pociągów ekspresowych w relacji Wrocław – Gdynia i uruchomiła w ich miejsce pociągi pospieszne.
Rozkład jazdy 2008/2009 był ostatnim, w którym w Polsce kursowały pociągi pod nazwą pociąg ekspresowy (Ex).
Według wykazu zamieszczonego w sieciowym rozkładzie jazdy pociągów 2008/2009 jako ostatnie istniały ekspresy w następujących relacjach:
- Ex Artus rel. Warszawa Zachodnia – Gdynia Główna[30],
- Ex Beskidy rel. Warszawa Wschodnia – Bielsko-Biała Główna[30],
- Ex Ernest Malinowski rel. Warszawa Wschodnia – Kraków Główny (w weekendy i sezonowo do Krynicy)[30],
- Ex Goplana rel. Warszawa Wschodnia – Poznań Główny[30],
- Ex Heweliusz rel. Bielsko-Biała Główna – Gdynia Główna[30],
- Ex Jantar rel. Warszawa Zachodnia – Hel[30],
- Ex Karłowicz rel. Warszawa Wschodnia – Zakopane[30],
- Ex Kiliński rel. Poznań Główny – Warszawa Wschodnia[30],
- Ex Klimczok rel. Gdynia Główna – Bielsko Biała Główna[30],
- Ex Lubuszanin rel. Warszawa Wschodnia – Zielona Góra[30],
- Ex Małopolska rel. Gdynia Główna – Przemyśl Główny[30],
- Ex Matejko rel. Warszawa Wschodnia – Kraków Płaszów[30],
- Ex Mewa rel. Warszawa Wschodnia – Szczecin Główny (sezonowo do Świnoujścia)[30],
- Ex Morskie Oko rel. Warszawa Wschodnia – Zakopane[30],
- Ex Pieniny rel. Warszawa Wschodnia – Przemyśl Główny / Nowy Sącz (łącznik z Tarnowa)[30],
- Ex Pogórze rel. Warszawa Wschodnia – Wrocław Główny (w weekendy do Jeleniej Góry)[30],
- Ex Posejdon rel. Warszawa Wschodnia – Kołobrzeg[30],
- Ex Przemysław rel. Warszawa Wschodnia – Poznań Główny[30],
- Ex Rejtan rel. Warszawa Wschodnia – Wrocław Główny[30],
- Ex Sawa rel. Kraków Główny – Gdynia Główna[30],
- Ex Stanisław Wysocki rel. Warszawa Wschodnia – Katowice[30],
- Ex Słowacki rel. Warszawa Wschodnia – Wrocław Główny[30],
- Ex Szkuner rel. Kraków Główny – Kołobrzeg[30],
- Ex Tatry rel. Warszawa Wschodnia – Zakopane[30],
- Ex Tetmajer rel. Gdynia Główna – Zakopane[30],
- Ex Witkacy rel. Kraków Główny – Gdynia Główna[30],
- Ex Wisła rel. Warszawa Wschodnia – Wisła Głębce[30].

### Po roku 2009

Pociągi
EIP,
EIC i
EC/EN
w rozkładzie jazdy 2014/2015

Wraz z wprowadzeniem rozkładu 2009/2010 połączono kategorie pociągów ekspresowych (Ex) i InterCity (IC) w nową: Express Intercity (EIC).
1 czerwca 2011 r. dokonano podziału pociągów kategorii EIC na dwie odrębne grupy, przywracając ekspresy. Kategorię Ex otrzymało 46 pociągów, natomiast 22 połączenia zachowały status EIC. Pociągi EIC od Ex miał wyróżniać standard wagonów (najnowocześniejsze tylko w EIC), dostępność bezprzewodowego internetu (tylko w EIC) i różnica w cenie za miejscówkę (droższa w EIC).
Od 9 czerwca 2013 r. dotychczasowe ekspresy, a ponadto wszystkie pociągi EuroCity na odcinku krajowym, ponownie połączono w kategorię Express Intercity.
14 grudnia 2014 roku uruchomiono pierwsze pociągi Express InterCity Premium obsługiwane elektrycznymi zespołami trakcyjnymi ED250 Pendolino. Pociągi nowej kategorii w swoich relacjach kursowania (z Warszawy do Katowic, Krakowa, Trójmiasta i Wrocławia) przeważnie zastąpiły istniejące dotąd połączenia Express Intercity.

## Pociągi ekspresowe w regulaminie sieci PKP PLK
Zgodnie z instrukcją Ir11 pociągi ekspresowe w Polsce są uruchamiane pod kategoriami służbowymi EI* dla ekspresów krajowych oraz EC* i EN* dla ekspresów międzynarodowych. Pociągi ekspresowe uruchamiane są handlowo przez przewoźnika PKP Intercity pod markami EIP oraz EIC. W rozkładzie jazdy 2021/22 część pociągów marki IC kursuje jako pociągi ekspresowe, mimo że zgodnie z taryfą przewoźnika marka InterCity jest marką pośpieszną. Oznacza to, że ceny przejazdu pociągami pośpiesznymi i ekspresowymi tej marki się nie różnią.
Pociągi ekspresowe - zarówno handlowe EIC, EIP, jak i marki pośpiesznej IC zwykle cechują się krótszymi postojami, lub mniejszą ilością postojów, co skutkuje wyższymi prędkościami handlowymi niż w przypadku pociągów pośpiesznych i osobowych.
Definicja pociągu ekspresowego zgodnie z instrukcją PKP PLK S.A.: "pociąg ekspresowy - pociąg pasażerski kursujący w połączeniach krajowych (EI) lub międzynarodowych (EC, EN) z maksymalną prędkością > 130 km/h, wykonujący przewóz łącząc ze sobą miasta aglomeracyjne lub centra turystyczne, który charakteryzuje się brakiem lub niewielką liczbą postojów, ograniczoną do dużych miast i ważnych węzłów kolejowych, w składzie którego znajduje się strefa o podwyższonym standardzie oraz wyodrębniona strefa gastronomiczna".